# Peter (voornaam)
Peter (vroeger soms ook geschreven als Peeter) is een jongensnaam die is afgeleid van de Latijnse naam Petrus, die teruggaat op het Griekse woord petros (πέτρος; Proto-Indo-Europees: pattra), dat rots betekent, en staat symbool voor vastheid en betrouwbaarheid. In het Engels wordt de naam "Peter" soms verkort tot "Pete". 
De patroniemen afgeleid van de voornaam "Pe(e)ter", met de betekenis "zoon van Pe(e)ter" zijn de achternamen Peters en Peeters.

## Varianten
De volgende namen (o.a.) zijn varianten of afgeleiden van Peter:
- Peer, Peeting, Peterus, Pier, Piet, Pieter

De naam komt ook in andere talen voor:
- Afrikaans: Pieter, Piet
- Amhaars: Petros
- Arabisch: Boutros
- Catalaans: Pere (Pera)
- Engels: Peter, Pete
- Esperanto: Pedro, Piedro, Petro, Pietro
- Estisch: Peeter
- Frans: Pierre
- Fries: Peiter, Peke, Piter
- Duits: Peter
- Engels: Peter
- Grieks: Petros
- Hindoestaans: Pathar
- Hongaars: Péter
- Italiaans: Piero, Pietro
- Kroatisch: Petar
- Latijn: Petrus
- Luxemburgs: Pit
- Papiaments: Pedro
- Pools: Piotr
- Portugees: Pedro
- Roemeens: Petru
- Russisch: Пётр (Pjotr)
- Scandinavisch: Per, Peer (archaïsch), Peder, Petter
- Spaans: Pedro, Perez
- Tsjechisch: Petr

Vrouwelijke vormen zijn onder meer Peeks, Pernette, Perry, Peta, Peterina, Petertje, Petra, Petrina, Petrosina, Petroeska, Petronette, Petrouska, , Petrusa, Pie, Pierina, Pita

## Vorstenhuizen en adel

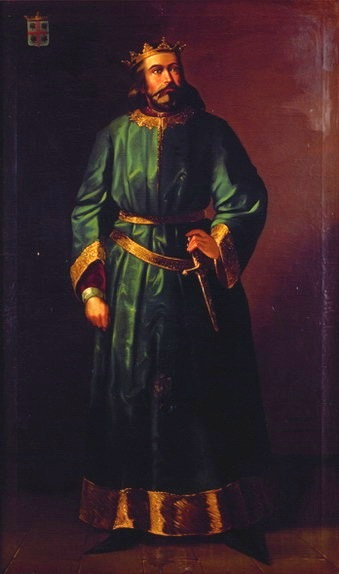
Peter I van Aragón

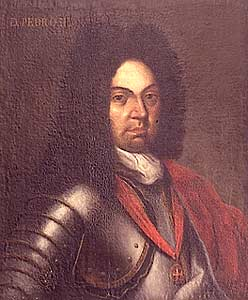
Peter II van Portugal

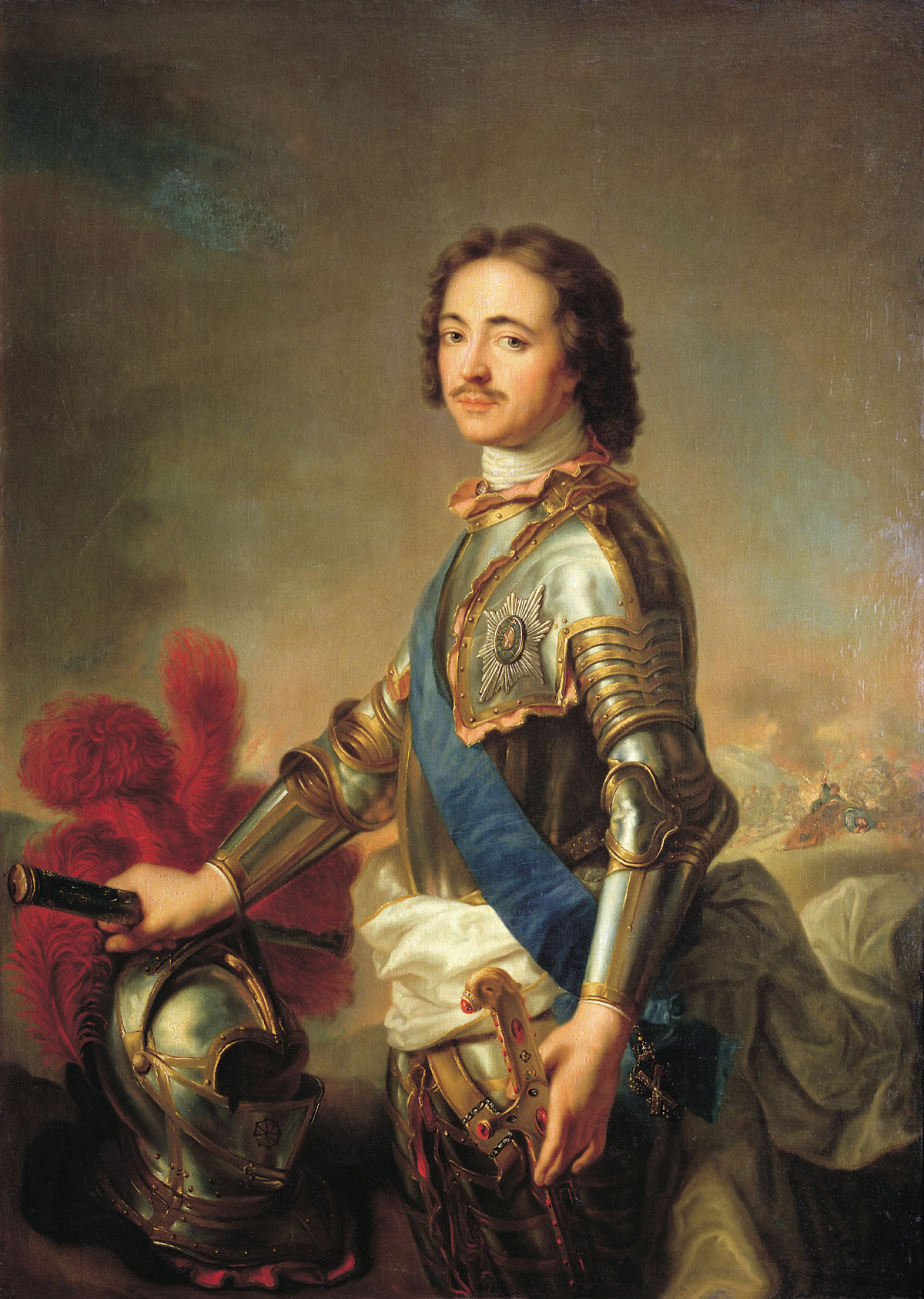
Peter I van Rusland, bijgenaamd Peter de Grote

### Koning van Aragón
- Peter I van Aragón, ook koning van Navarra
- Peter II van Aragón
- Peter III van Aragón, ook koning van Valencia, graaf van Barcelona en koning van Sicilië
- Peter IV van Aragón, ook koning van Sardinië

### Hertog van Bourbon
- Peter II van Bourbon, ook graaf van La Marche en hertog van Auvergne

### Keizer van Brazilië
- Peter I van Brazilië
- Peter II van Brazilië

### Hertog van Bretagne
- Peter Mauclerc (Peter I van Bretagne)

### Tsaar van Bulgarije
- Peter IV van Bulgarije

### Koning van Castilië en León
- Peter I van Castilië

### Koning van Cyprus en titulair koning van Jeruzalem
- Peter I van Cyprus
- Peter II van Cyprus

### Koning van Kroatië
- Petar Svačić

### (Groot)hertog van Oldenburg
- Peter I van Oldenburg, ook prins-bisschop van Lübeck
- Peter II van Oldenburg
- Peter van Oldenburg (1812-1881)
- Peter van Oldenburg (1868-1924)

### Koning van Portugal
- Peter I van Portugal
- Peter II van Portugal
- Peter III van Portugal
- Peter IV van Portugal, ook bekend als Peter I van Brazilië
- Peter V van Portugal

### Tsaar van Rusland
- Peter I van Rusland, bijgenaamd Peter de Grote
- Peter II van Rusland
- Peter III van Rusland

### Graaf van Savoye
- Peter II van Savoye

### Koning van Servië / Koning van Joegoslavië
- Peter I van Joegoslavië
- Peter II van Joegoslavië

### Koning van Sicilië
- Peter I van Sicilië of Peter III van Aragón
- Peter II van Sicilië

## Bekende naamdragers

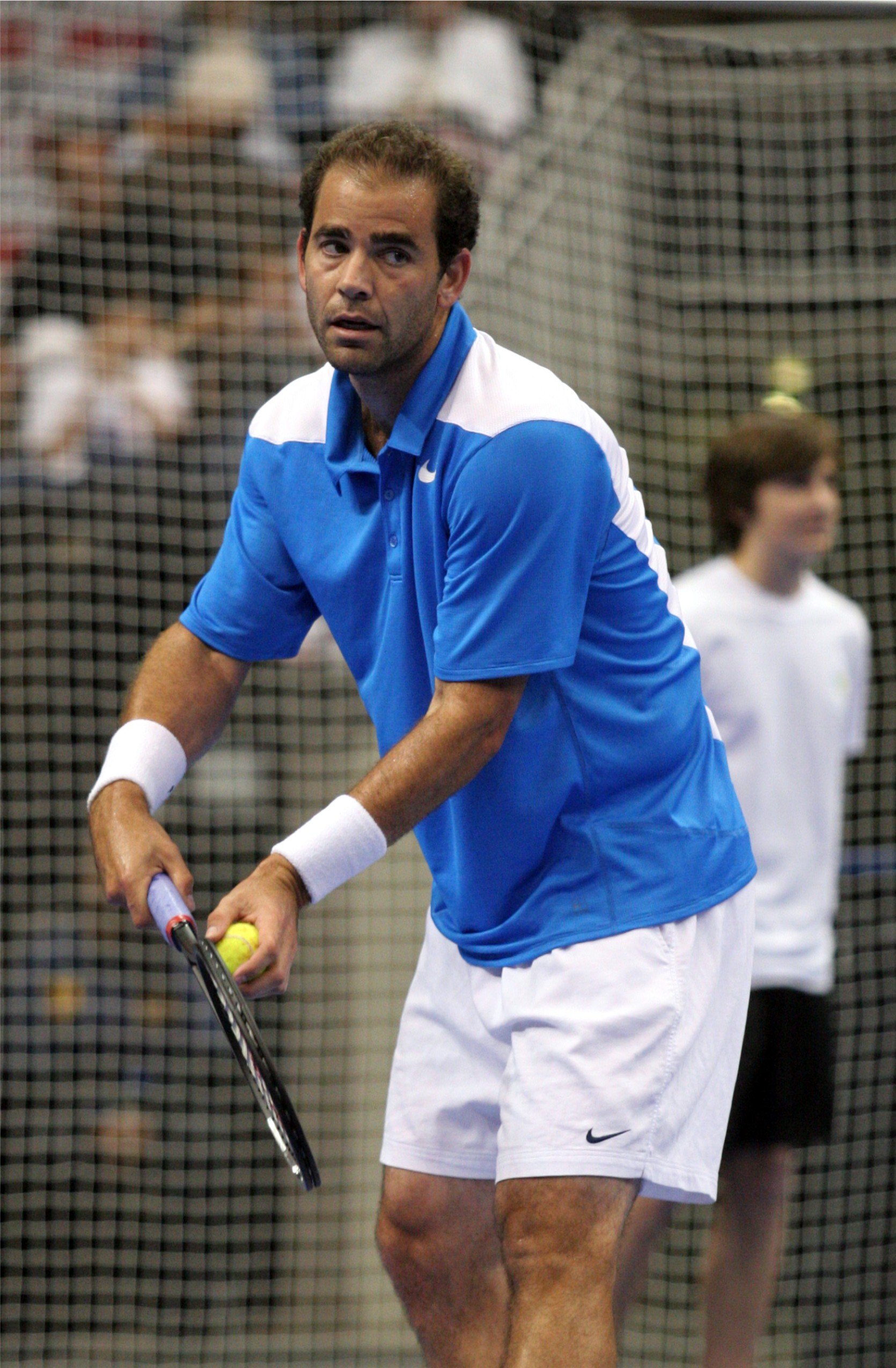
Pete Sampras (2008)

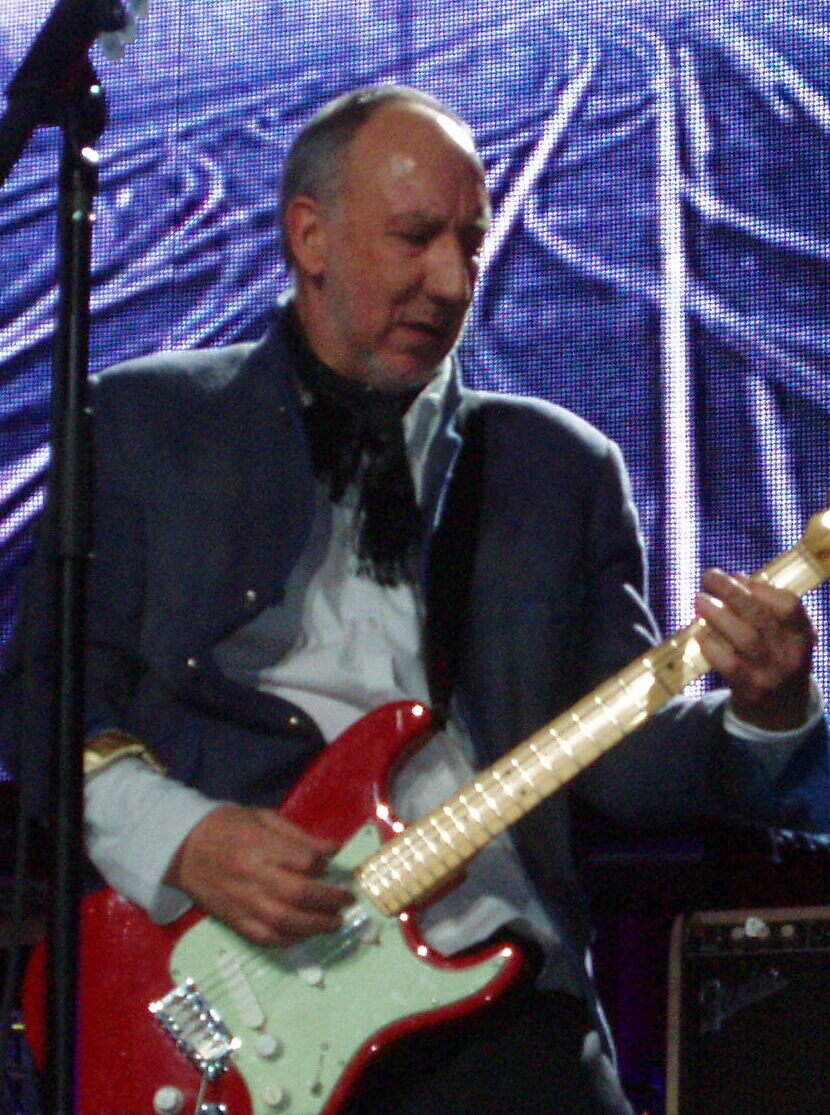
Pete Townshend (2007)

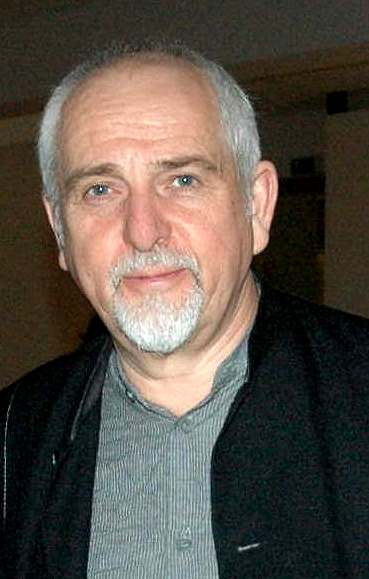
Peter Gabriel

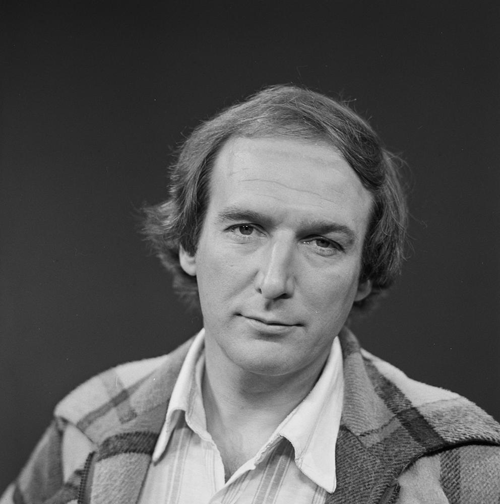
Peter Koelewijn (1977)

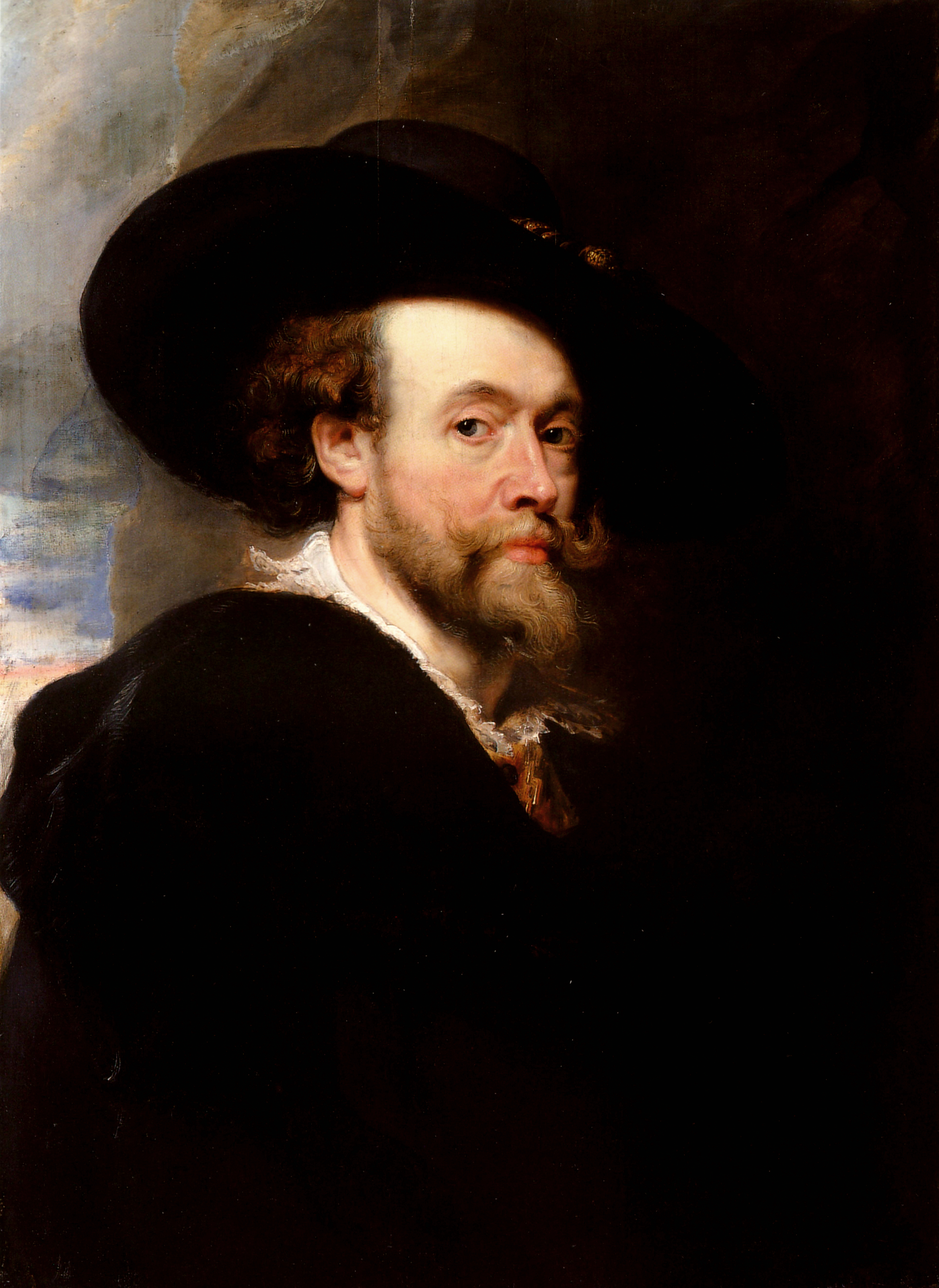
Peter Paul Rubens

### Peeter
- Peeter Kreitzberg, Estisch politicus
- Peeter van Bredael, Brabants schilder
- Peeter van Coudenberghe, Vlaams apotheker en plantkundige

### Petar
- Petar Golubović, Servisch voetballer
- Petar Jekovic, Bulgaars voetballer
- Petar Lesov, Bulgaars bokser
- Petar Mladenov, Bulgaars politicus
- Petar Stambolić, Joegoslavisch politicus

### Pete
- Pete Best, Brits drummer
- Pete Conrad, Amerikaans astronaut
- Pete Doherty, Brits muzikant
- Pete Hoekstra, Amerikaans politicus
- Pete Johnson, Amerikaans jazz-, blues- en boogiewoogiepianist
- Pete Postlethwaite, Brits acteur
- Pete Reed, Brits roeier
- Pete Sampras, Amerikaans tennisser
- Pete Souza, Amerikaans fotograaf
- Pete Townshend, Brits rockgitarist, -zanger, -songwriter en -componist

### Peter
- Peter was de 17e patriarch van de Maronitische Kerk van 1121 tot 1130
- Peter was de 21e patriarch van de Maronitische Kerk van 1154 tot 1173
- Peter Altmaier, Duits politicus
- Peter Bastiaensen, Belgisch acteur
- Peter Beardsley, Engels voetballer
- Peter Bording, Nederlands operazanger
- Peter Enckelman, Fins voetballer
- Peter Evison, Engels darter
- Peter Gabriel, Britse zanger en muzikant
- Peter Groot Kormelink, Nederlands zanger
- Peter Heerschop, Nederlands cabaretier
- Peter Heppner, Duits zanger
- Peter Hlinka, Slowaaks voetballer
- Peter Jehle, Liechtensteins voetballer
- Peter de Kock, Nederlands cameraman en regisseur
- Peter Koelewijn, Nederlands zanger
- Peter Lérant, Slowaaks voetballer
- Peter Lönn, Zweeds voetballer
- Peter Manley, Engels darter
- Peter Mikkelsen, Deens voetbalscheidsrechter
- Peter Pacult, Oostenrijks voetballer en voetbalcoach
- Peter Phillips, de zoon van prinses Anne, en kleinzoon van koningin Elizabeth II
- Peter Post, Nederlands wielrenner
- Peter Paul Rubens, Vlaams kunstschilder
- Peter Sagan, Slowaaks wielrenner
- Peter Stöger, Oostenrijks voetballer en voetbalcoach
- Peter Toonen, Nederlands schrijver
- Peter Ustinov, Brits acteur
- Peter Vermes, Amerikaans voetballer en voetbalcoach
- Peter R. de Vries, Nederlands misdaadverslaggever
- Peter Wellen, Nederlands priester
- Peter Wienk, Nederlands stripauteur
- Peter Winnen, Nederlands wielrenner
- Peter Wright, Schots darter

### Péter
- Péter Balázs, Hongaars politicus
- Péter Bernek, Hongaars zwemmer
- Péter Biros, Hongaars waterpolospeler
- Péter Boross, Hongaars politicus
- Péter Forgács, Hongaars fotograaf, mediakunstenaar en filmmaker
- Péter Medgyessy, Hongaars econoom en politicus

### Petr
- Petr Čech, Tsjechisch voetballer
- Petr Jiráček, Tsjechisch voetballer
- Petr Korbel, Tsjechisch tafeltennisser
- Petr Korda, Tsjechisch tennisser
- Petr Nečas, Tsjechisch politicus

### Pjotr
- Pjotr Iljitsj Tsjaikovski, Russisch componist

## Fictief figuur
- Peter of Pete, de hoofdfiguur uit de Disneyfilms Peter en de Draak uit 1977 en de remake Pete's Dragon uit 2016
- Peter en de wolf is een musical en sprookje van Sergej Prokofjev geschreven in 1933
- Peter Griffin, personage uit Family Guy
- Peter Pan, personage uit Peter and Wendy
- Peter Parker, stripfiguur met als alter ego Spider-Man
- Peter Petrelli, personage uit de televisieserie Heroes
- Peter Venkman, (animatieserie, film) maakt deel uit van de Ghostbusters
- Peter Rabbit, ook bekend als Pieter Konijn, een personage uit de boeken van Beatrix Potter
- Lord Peter Wimsey, de hoofdpersoon uit de detectiveverhalen van Dorothy L. Sayers
- Pjotr Szut, stripfiguur uit de serie Kuifje
- Peter, de geitenhoeder, een personage in de Heidi-boeken van Johanna Spyri.
- Peter, een Nederlandse hit in 1960 gezongen door het meisjeskoor Sweet Sixteen